# Taninim

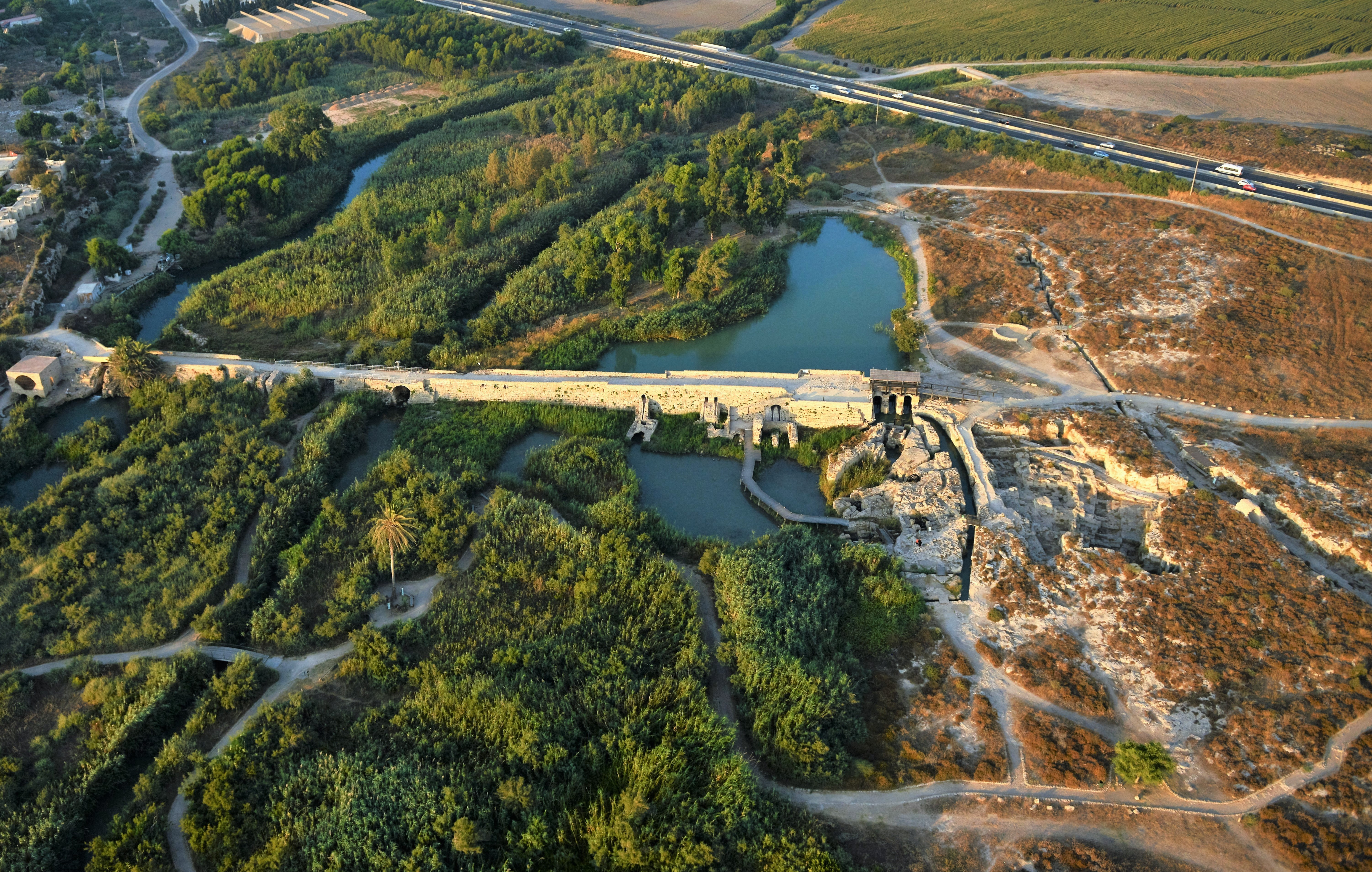
Taninim River

Der Taninim (hebräisch נַחַל תַּנִּינִים Nachal Tannīnīm, deutsch ‚Bach der Krokodile‘, altgriechisch Κροκοδείλων Krokodeilon, arabisch وادي الزرقاء, DMG Wādī az-Zarqāʾ ‚Blauer Fluss‘) ist ein Fluss in Israel, der nördlich von Caesarea Maritima bei Maʿagan Michaʾel ins Mittelmeer mündet, sowie der Name eines Naturreservats und der antiken Siedlung Tel Taninim auf einem Felsvorsprung am Südufer der Taninim-Mündung. Der Name des Gewässers ist ein Verweis darauf, dass die Kebara-Sümpfe des Taninim einst Lebensraum für Krokodile waren. Die letzten in freier Wildbahn lebenden Reptilien wurden um 1905 gesichtet.

## Nahal Taninim
Der Taninim entspringt in den salzhaltigen Quellen von ʿEin Timsach. Da sein Wasser deshalb nicht für die Trinkwasserversorgung oder Landwirtschaft verwendbar war, wurde die Quelle nicht in das nationale Wasserprojekt einbezogen, das in den 1960er Jahren umgesetzt wurde. Auch weil bisher keine industrielle oder landwirtschaftliche Verschmutzung stattfand, gilt der Taninim als der sauberste der Küstenflüsse Israels. Mit seinen Nebenflüssen Ada, Alona, Barkan und Mischmarot entwässert der Taninim eine Gesamtfläche von 200 km².
In der späten römischen bzw. byzantinischen Zeit wurde ein Staudamm errichtet, der damals einen 6 km² großen See aufstaute. Vom Taninim bzw. den Kebara-Sümpfen wurde Wasser nach Caesarea geleitet, die Aquädukte sind heute noch nördlich von Caesarea, bei der Taninim-Mündung sowie im Landesinneren zwischen Dschisr az-Zarqa und Beit Hanania vorhanden. Die Kebara-Sümpfe sind heute weitgehend trockengelegt, das gewonnene Land wird vorwiegend vom Kibbuz Maʿagan Michaʾel zur Landwirtschaft genutzt. Ein kleiner Abschnitt Sumpf wurde erhalten und ist heute ein Teil des Taninim Nature Reserve.
Nach einer Fließstrecke von 25 km mündet der Taninim bei Dschisr az-Zarqa ins Mittelmeer.

## Taninim Nature Reserve
Die INPA hat unter Mithilfe der Carmel Drainage Authority, der Israel Antiquities Authority und dem Umweltschutzministerium das Taninim Naturreservat eingerichtet. Es befindet sich in einem flachen Geländeabschnitt zwischen der Küstenlinie und der Westflanke des Karmel, westlich von Sichron Jaʿaqov. Das Naturreservat umfasst einen Flussabschnitt des Taninim sowie die Überreste der byzantinischen Staumauer.
Die Reste der 193 m langen Staumauer wurden bei der Winterüberflutung 1991/1992 durch Zufall entdeckt. Heftige Niederschläge hatten zu großflächigen Überschwemmungen und Schäden in der Landwirtschaft geführt. Bei den daraufhin eingeleiteten Hochwasserschutzmaßnahmen wurde der vollständig im Dreck versunkene Damm entdeckt. Weitere archäologische Grabungen brachten das großangelegte byzantinische Wasserwerk zutage, das neben dem Damm auch Aquädukte, Wasserhebewerke und Mühlen umfasst.

## Tel Taninim
Tel Taninim, auf Arabisch Tell al-Milat, war eine von der persischen Zeit bis in die frühe osmanische Zeit bewohnte Siedlung. Die ältesten Funde weisen auf eine phönizische Gründung im 5. Jahrhundert v. Chr. hin, in jener Zeit gehörte dieses Küstengebiet zum Königreich von Sidon, das ein Vasallenreich der Perser war.
Der Ort wurde in der hellenistischen Zeit Krokodeilonpolis genannt. Vermutlich ist es auch der im Jerusalemer Talmud als Migdal Malha genannte Ort. Zur byzantinischen Zeit war Tel Taninim die nördliche Bezirksgrenze von Caesarea. Der lateinische Name lautet Turris Salinarum, eine Übersetzung des aramäischen Namens der Salinenturm bedeutet. Dieser Name wurde bis in die Kreuzfahrerzeit hinein verwendet.
Während der hellenistische und hebräische Name des Ortes auf die ehemals im Fluss heimischen Krokodile verweist, verweist der lateinische und aramäische Name auf die wirtschaftliche Bedeutung: Tel Taninim war ein antikes Zentrum der Produktion von Meersalz, das in Verdunstungsbecken hinter der Küstenlinie erzeugt wurde. Ein weiterer Wirtschaftszweig war die Fischzucht und die Fischverarbeitung zu Pökelfisch. Für die Fischzucht wurde ein Frischwasserbeckensystem angelegt, das aus den Aquädukten gespeist wurde und vom 4. bis zum Ende des 7. Jahrhunderts n. Chr. in Betrieb war. Die Versorgung über die Aquädukte brach im 6. Jahrhundert zusammen, danach wurden Brunnen gegraben und die Versorgung mit Grundwasser fortgeführt.
Erste Ausgrabungen wurden 1979 vorgenommen, als der westliche Teil des Tel drohte durch Erosion verloren zu gehen. Dabei wurden Überreste von byzantinischen Gebäuden freigelegt. In den Jahren 1996 bis 1999 leitete Robert Stieglitz von der Rutgers University groß angelegte archäologische Untersuchungen. Wahrscheinlich wurde die erste, phönizische und hellenistische Siedlung durch eine Flut verwüstet, und erst wieder in byzantinischer Zeit aufgebaut.